# Çetin Tekindor
Çetin Tekindor (Sivas, 16 luglio 1945) è un attore turco.

## Biografia
Nato nel 1945 a Sivas (Turchia), Çetin Tekindor ha studiato teatro presso il conservatorio statale di Ankara, dove al termine degli studi ha conseguito la laurea. Nel 1963 ha debuttato in teatro nell'opera Hep Vatan İçin e nel 1970 come attore professionista nell'opera IV. Murat. Oltre alla recitazione, ha anche tenuto lezioni di recitazione al conservatorio statale dell'Università di Hacettepe e all'Università di Bilkent, oltre a recitare in diversi film e serie televisive.

## Vita privata
Nel 1987 ha sposato l'attrice Zerrin Tekindor, dalla quale ha avuto un figlio, Hira, nato il 23 settembre 1989 e divenuto regista. La coppia dopo essersi separata e risposata una volta, ha divorziato nuovamente nel 1999.

## Filmografia

### Cinema
- Yavrularım, regia di Bilge Olgaç (1984)
- Kaçamak, regia di Başar Sabuncu (1988)
- Son Türbedar, regia di Yücel Çakmaklı (1996)
- Karşılaşma, regia di Ömer Kavur (2003)
- Anlat İstanbul, regia di Ümit Ünal, Kudret Sabancı, Selim Demirdelen, Yücel Yolcu e Ömür Atay (2004)
- Babam ve Oğlum, regia di Çağan Irmak (2005)
- İlk Aşk, regia di Nihat Durak (2006)
- Ulak, regia di Çağan Irmak (2007)
- Dersimiz: Atatürk, regia di Hamdi Alkan (2010)
- Av Mevsimi, regia di Yavuz Turgul (2010)
- Dedemin İnsanları, regia di Çağan Irmak (2011)
- Babam, regia di Nihat Durak (2017)
- Ayla - La figlia senza nome (Ayla), regia di Can Ulkay (2017)

### Televisione
- Sırça Kümes – serie TV (1977)
- Küçük Ağa – serie TV, 3 episodi (1984)
- Önce Canan – serie TV (1988)
- Dönemeç – serie TV (1988)
- Ölümünün 400. Yılında Mimar Sinan – serie TV (1988)
- Türk Vakıf Medeniyeti – serie TV (1990)
- Yılan Hikâyesi – serie TV, 88 episodi (1999-2002)
- Kerem – serie TV (1999)
- Üzgünüm Leyla – serie TV, 2 episodi (2000-2002)
- Tutku Çemberi – serie TV (2002)
- Bir İstanbul Masalı – serie TV, 28 episodi (2003-2005)
- Çaylak – serie TV, 3 episodi (2003)
- Şeytan Ayrıntıda Gizlidir – serie TV, 3 episodi (2004)
- Ödünç Hayat – serie TV, 3 episodi (2005)
- Kabuslar Evi: Hayal-i Cihan – serie TV (2006)
- Rüya Gibi – serie TV, 2 episodi (2006)
- Anadolu Kaplanı – serie TV (2006)
- Asi – serie TV, 71 episodi (2007-2009)
- Deli Saraylı – serie TV, 11 episodi (2010)
- Bir Çocuk Sevdim – serie TV, 39 episodi (2011-2012)
- Karadayı – serie TV, 115 episodi (2012-2015)
- İçerde – serie TV, 39 episodi (2016-2017)
- Mehmed: Bir Cihan Fatihi – serie TV, 6 episodi (2018)
- Yali Çapkini – serie TV, 101 episodi (2022-2025)

### Cortometraggi
- Örümcek, regia di Hira Tekindor (2006)

## Teatro
- Hep Vatan İçin di İsa Coşkuner, presso il teatro statale di Ankara (1963)
- Bir Bardak Su di Hidayet Sayın, presso il teatro statale di Ankara (1967)
- IV. Murat di Turan Oflazoğlu, presso il teatro statale di Ankara (1970)
- Romeo ve Juliet di William Shakespeare, presso il teatro statale di Ankara (1971)
- Beket di Jean Anouilh, presso il teatro statale di Ankara (1971)
- Fatih di Nazım Kurşunlu, presso il teatro statale di Ankara (1972)
- Andorra di Max Frisch, presso il teatro statale di Ankara (1973)
- Küçük Esma Sultan di Adnan Giz, presso il teatro statale di Ankara (1975)
- Emin Diye Biri di Ahmet Muhip Dranas, presso il teatro statale di Ankara (1976)
- İnsandan Kaçan di Molière e Jean Bastiste Poqulein, presso il teatro statale di Ankara (1976)
- Yelpaze di Oscar Wilde, presso il teatro statale di Ankara (1977)
- Sırça Kümes di Tennessee Williams, presso il teatro statale di Ankara (1977)
- Genç Werther'in Yeni Acıları di Ulrich Plenzdorf, presso il teatro statale di Ankara (1978)
- Güneşin Çocukları di Maksim Gorki, presso il teatro statale di Ankara (1978)
- Özgürlüğün Bedeli di Emmanuel Robles, presso il teatro statale di Ankara (1979)
- Hürrem Sultan di Orhan Asena, presso il teatro statale di Ankara (1979)
- Ben Kimim di Recep Bilginer, presso il teatro statale di Ankara (1980)
- Görüşme-Kutlama-Çağrı di Václav Havel, presso il teatro statale di Ankara (1982)
- Kara Ağaçlar Altında di Eugene O'Neill, presso il teatro statale di Ankara (1983)
- Osmancık di Tarık Buğra, presso il teatro statale di Ankara (1984)
- Düşüş di Nahid Sırrı Örik e Kemal Bekir, presso il teatro statale di Ankara (1985)
- Fizikçiler di Friedrich Dürrenmatt, presso il teatro statale di Ankara (1985)
- Kim Korkar Hain Kurttan di Edward Albee, presso il teatro statale di Ankara (1986)
- Yedi Kocalı Hürmüz di Sadık Şendil, presso il teatro statale di Istanbul (1987)
- Cumhuriyet Kızı di Memet Baydur, presso il teatro statale di Ankara (1989)
- Fil Adam di Bernard Pomerance, presso il teatro statale di Ankara (1990)
- İkinci Bölüm di Neil Simon, presso il teatro statale di Ankara (1991)
- Yılın Kadını di Peter Stone, presso il teatro statale di Ankara (1993)
- Kuvayi Milliye di Nazım Hikmet, presso il teatro statale di Ankara (1995)
- Maymun Davası di Jerome Lawrence e Robert Edward Lee, presso il teatro statale di Ankara (1995)
- Göğe Açılan Pencere di David Hare, presso il teatro statale di Ankara (1997)
- Mutlu Son di Bertolt Brecht, presso il teatro statale di Ankara (1998)
- Lavanta Çiçekler di Marguerite Duras, presso il teatro statale di Ankara (1999)
- Kadınlar Devleti di Aristofane, presso il teatro di produzione Aysa (2002)
- Kral Lear di William Shakespeare, presso il teatro statale di Istanbul (2002)
- Müfettiş di Nikolay Gogol, presso il teatro statale di Istanbul (2004)
- Rita'nın Şarkısı di Willy Russell, presso il teatro statale di Adana (2008)

## Doppiatori italiani
Nelle versioni in italiano dei suoi film e delle sue serie TV, Çetin Tekindor è stato doppiato da:
- Franco Zucca[11] in Ayla - La figlia senza nome[12]

## Riconoscimenti
- Ankara International Film Festival
  - 2003: Vincitore per il film Karşılaşma
- Yesilcam Awards
  - 2008: Candidato come Miglior attore per il film Ulak
  - 2010: Candidato come Miglior attore non protagonista per il film Av Mevsimi
- Sadri Alisik Theatre and Cinema Awards
  - 2004: Vincitore come Miglior attore per il film Karşılaşma
  - 2006: Candidato come Miglior attore non protagonista per il film Babam ve Oğlum
- Turkish Film Critics Association (SIYAD) Awards
  - 2003: Candidato come Miglior attore per il film Karşılaşma
  - 2005: Vincitore come Miglior attore per il film Babam ve Oğlum